# Phthonoloba brevipalpis
Phthonoloba brevipalpis là một loài bướm đêm trong họ Geometridae.